# Szabóova skala
Szabóová skála je přírodní rezervace ve správě státní ochrany přírody Štiavnické vrchy.
Nachází se na katastrálním území obce Lehôtka pod Brehmi v okrese Žiar nad Hronom v Banskobystrickém kraji. Území bylo prohlášeno za chráněné v roce 1907 a naposledy novelizované v roce 1983 na rozloze 11,8900 ha. Ochranné pásmo nebylo určeno.
Je to jedna z nejstarších přírodních rezervací Slovenské republiky. Vyhlášená je na ochranu komplexu ryolitových skal s morfologicky výrazným asi 50 m vysokým bradlom a vzácnou flórou i faunou na vědecko-výzkumné, naučné a kulturně výchovné cíle.
Na vrchol (302 m nad mořem) Szabóovy skály vede žlutá turistická značka z Lehotky pod Brehmi. Na vrcholu je dřevěný kříž a dobrý výhled.

## Název
Přírodní útvar sopečného původu byl pojmenován na počest bývalého maďarského posluchače Báňské akademie v Banské Štiavnici a pozdějšího profesora, děkana, rektora sjednocené univerzity v Budapešti, mineralogie a geologie Józsefa Szabóa (1822 - 1894), který velmi podrobně prostudoval a popsal geologickou stavbu celých Štiavnických vrchů . 
Maďarský nápis na skále SZABO SZIKLA je vysoký jeden metr a dlouhý 7,5 metrů a je vytvořen z kovových písmen, které odlila bezplatně Kachelmanova strojírna ve Vyhniach. V současnosti je už jen těžko čitelný a tak je snadno přehlédnutelný.
"V roce 1901 Uhorská geologická společnost uspořádala studijní výlet pro své členy do středoslovenských báňských měst." "23. září (1901) si šli ohlédnout Hlinické ryolitové lomy. V té době nebylo ještě okolí skály zarostlé. Na úpatí bylo pár keřů, " což dokumentují i dobové fotografie. Právě z této akce vzešla myšlenka pojmenovat skálu, která se do té doby jmenovala Lihocko bralo a vybudovat pomník, říká Jozef Kosej z občanského sdružení - OZ Priekopa. 
Přesné datum osazení nápisu není známo, avšak v říjnu 1907 už byl nápis proveden. O rok později, tedy v roce 1908, byl slavnostně odhalen i pomník. Ten však již v současnosti neexistuje.  Zrenovovat nápis na Szabóově skále, vytvořit v její blízkosti prostor na posezení a odpočinek či osadit informační tabuli byly plány OZ Priekopa. 
Podle Szabóa je pojmenována i jeskyně (souřadnice 47°37′2″ s. š., 19°0′1″ v. d. ) v národním parku Dunaj-Ipoly v Maďarsku.

## Význam
Kdyby tu nebyla vznikla přírodní rezervace, zůstal by pro naši generaci po sopečném útvaru jen kamenolom. Sopečný ryolit, který zde ze Země vyvřel před miliony let, je cennou surovinou, v minulosti, ale i dnes se používá jako stavební materiál. Z kamenolomu naproti je vytvořeno například sousoší Svaté Trojice v B. Štiavnici. 
Díky výskytu ryolitu byla v Hliníku nad Hronom založena před více než 600 lety výroba mlýnských kamenů. Koncem 18. století byly tak známé a žádané, že se přepravovaly na vorech a pečetily se zvláštním pečetidlem královské koruny Marie Terezie.